# Piper diffundum
Piper diffundum är en pepparväxtart som beskrevs av Truman George Yuncker. Piper diffundum ingår i släktet Piper och familjen pepparväxter. Inga underarter finns listade i Catalogue of Life.